# ほほかベーカリー
『ほほかベーカリー』は、ボマーンによる日本の漫画。双葉社の月刊4コマ漫画雑誌『まんがタウンオリジナル』にて、2006年1月号（2005年12月20日発売）から連載を開始、同誌が同年9月号（2006年8月20日）に休刊した後は姉妹誌『まんがタウン』に移り、2006年10月号（2006年9月5日発売）より2011年7月号（2011年6月4日発売）まで連載。

## 概要
ヨーロッパの架空の国・ナホナ国から日本のパン屋へ修行にやってきた外国人店員・ホホカと、彼女を取り巻く人々の日常を描く、一話完結型の4コマギャグ漫画である。
著者ボマーンにとって『でゅあるてぃーちゃー』に続く第2作目の商業誌連載作品である。前作が掲載誌『もえよん』休刊に伴って完結したのを受け、同誌最終号での他誌へ異動する作品紹介の中で「まんがタウンオリジナルにて『でゅあるてぃーちゃー』のボマーン先生が新連載予定」との案内が掲載された。単行本第1巻は2008年4月12日、著者の商業誌連載作品としては第3作目となる『ヒントでみんと!』（芳文社「まんがタイム」2006年10月号より連載、2008年4月7日単行本第1巻発売）から5日遅れで出版された。

## あらすじ
「ベーカリーさかい」で働く金髪で青い目の女性店員・ホホカは、遠くヨーロッパのナホナ国からやってきた20歳。日本人の様に流暢な日本語を話し、日本人以上に日本文化にも詳しい彼女は、パンを焼くのはまだまだだけれど、いつも明るい人気者。この物語は、そんなホホカと店の人々、そしてお客たちとの触れ合いを描く、ちょっとおかしな異文化コミュニケーションの物語である。

## 登場キャラクター
ホホカ=チルノ=パナナ
この作品の主人公で、舞台となるパン屋「ベーカリーさかい」の外国人女性店員。20歳。ヨーロッパの小国「ナホナ国」から勉強のために来日したが日本人から見ても小柄で、その割にはスタイルの良い体型。腰まである金髪と青い瞳を持ち、業務中は髪を首元で束ね赤いバンダナを頭に巻いている。また、前髪の一部が上向きに半弧を描いて飛び出しているのも特徴。日本人と違わぬ流暢な日本語を話したり小説すら読むことができ、日本文化にもとても精通しているが、日本語を書くことは苦手で、流行などは情報が古かったりする。しばしばパンを焼くことに挑戦するが、とても食べられない硬さになったり、いびつな形に仕上がってしまう。酒に酔うと誰にでも抱きつく「抱きつき魔」と化す。ホホカがしばしば手紙などで連絡を取っている母・テルマ=チエル=パナナは、日本語を話すことはほとんど出来ないが、彼女もまた娘に強い影響を与えるほど日本通で、第22話と第41話で二度来日している。
酒井キョーコ（さかい キョーコ）
「ベーカリーさかい」の女性店長。腰までの黒髪と、太い眉に釣り目が特徴。会話では女性語を使わず、変装すると男性的に見える。店の責任者なのにいい加減な性格で、パンを焼くのもホホカ同様に苦手。ホホカの外国人としての感覚を試したり、からかっては面白がる。日ごろあまり表には出さないものの、タミオへの愛情をのぞかせることがある。
酒井タミオ
キョーコの夫。大柄な銀髪の男性で、レンズの小さなサングラスをかけている。業務では常にパン製作に携わっている。凛同様に常識人で、「ベーカリーさかい」の商品はほとんど彼の手によるものだが、物語はほとんど店頭を舞台とするため影が薄く、時にはホホカやキョーコにさえ存在を忘れられている。
凛（りん）※姓は不明。
ホホカの同僚の女性店員。短めの黒髪に眼鏡をかけている。穏やかな性格の常識人で、往々にしてボケるホホカやキョーコに対するツッコミ役（ただし口に出すよりも、思っているだけのことも多い）。赤面症で特に男性と対面するのが苦手なので、業務は接客よりも厨房に居ることが多い。
三谷（みたに）／相原（あいはら）※それぞれ名は不明。
第1話以来、ホホカ見たさに「ベーカリーさかい」に通い詰める男性二人組。通称“常連ズ”。短めの茶髪の男性が三谷、首筋にかかる長髪の男性が相原である。常に一緒に行動し、毎回4コマ数本に登場する。
ねこ
「ベーカリーさかい」やホホカの住むマンション周辺によく現れる、全身が白い野良ネコ。オス。ホホカら人間には通じない言語（手書き表記される）で話をし、「プライドの高い孤高の野良猫」を気取っているものの、ホホカの誘いにはついノッてしまう。毎回4コマ1、2本登場する。仲間にトラ柄の「トラネコ」や、黒猫が居る。

## 書誌情報
- ボマーン『ほほかベーカリー』 双葉社〈アクションコミックスまんがタウン〉、全2巻
  1. 2008年5月12日第1刷発行（2008年4月12日発売）ISBN 978-4-575-94156-2
  2. 2009年10月10日第1刷発行（同日発売）ISBN 978-4-575-94249-1